# Buolkalach
Il Buolkalach (in russo  Буолкалах?) è un fiume della Russia asiatica, affluente di sinistra dell'Olenëk, che scorre nella parte settentrionale della Siberia Orientale, nella Sacha (Jacuzia).
Nasce da alcune paludi nella parte orientale del bassopiano della Siberia settentrionale, scorrendo poi con direzione nord-orientale in una zona assolutamente remota, pressoché priva di centri abitati; confluisce nell'Olenëk a 6,9 km dalla sua foce nel mare di Laptev. Il maggiore affluente del fiume è il Chastach, lungo 123 km, proveniente dalla destra idrografica.
Il fiume è ghiacciato in media dal principio di ottobre al principio di giugno.